# Chó sói Labrador
Chó sói Labrador (Canis lupus labradorius) là một phân loài của sói xám sinh sống ở Labrador và miền bắc Quebec, Canada. Loài chó sói này có nhiều màu lông, từ màu xám hoa râm đến màu xám trắng, và có mối quan hệ mật thiết với sói Newfoundland (C. l. beothucus). Loài sói này được công nhận là một phân loài của Canis lupus bởi cơ quan phân loại các loài động vật có vú trên thế giới (2005).

## Lịch sử
Do bị săn bắn quá mức vào đầu thập niên 1900, sói Labrador hiếm khi được bắt gặp trong thập niên 1950. Trong khoảng thời gian đó, số lượng tuần lộc caribu bắt đầu gia tăng với tốc độ ổn định thúc đẩy gia tăng số lượng sói. Tuy nhiên, sự gia tăng số lượng sói Labrador không đủ để bù đắp cho sự gia tăng liên tục của tuần lộc caribu trong khu vực.
Vào cuối thập niên 2000 và đầu thập niên 2010, có một số lần phát hiện sói Labrador được xác nhận và chưa được xác nhận tại đảo Newfoundland. Vào tháng 3 năm 2012, một thợ săn đã bắn và giết một con chó lớn trên Bán đảo Bonavista và ông nghĩ rằng đó là một con sói đồng cỏ; xét nghiệm di truyền cho thấy con vật này là một con sói Labrador.
Vào tháng 7 năm 2012, một video được đăng trên YouTube cho thấy một con chó có nhiều đặc điểm của một con sói. Video được quay tại Clode Sound, Công viên quốc gia Terra Nova. Vào ngày 23 tháng 8 năm 2012, Bộ Môi trường và Bảo tồn Newfoundland và Labrador đã công bố kết quả xét nghiệm di truyền của một con chó lớn bị mắc kẹt trên Bán đảo Baie Verte năm 2009 và xác nhận rằng con vật này cũng là một con sói Labrador.